# Hiroshi Ishiguro

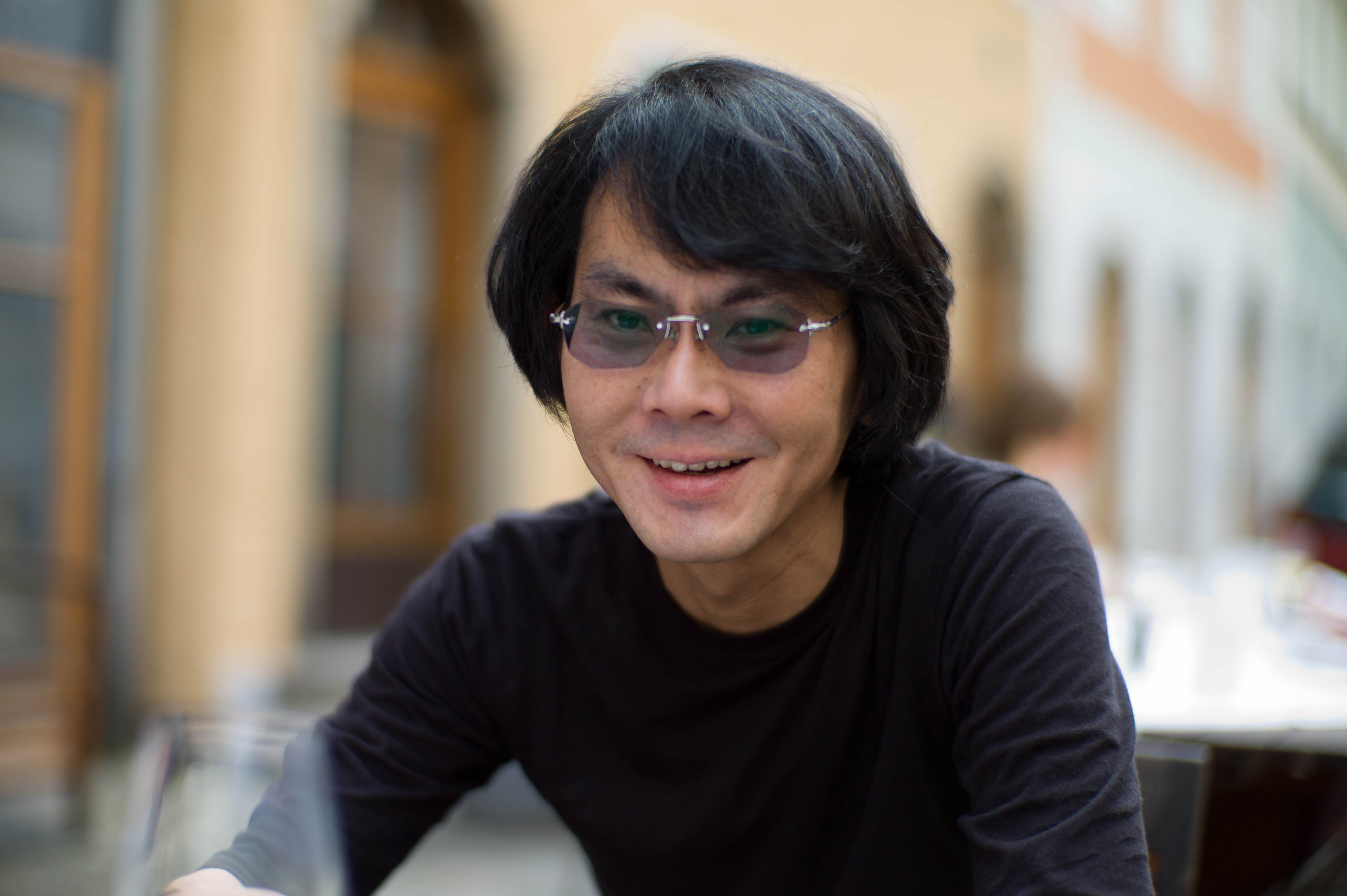
Hiroshi Ishiguro (2011)

Hiroshi Ishiguro (jap. 石黒 浩, Ishiguro Hiroshi; * 23. Oktober 1963) ist ein japanischer Robotiker.

## Leben

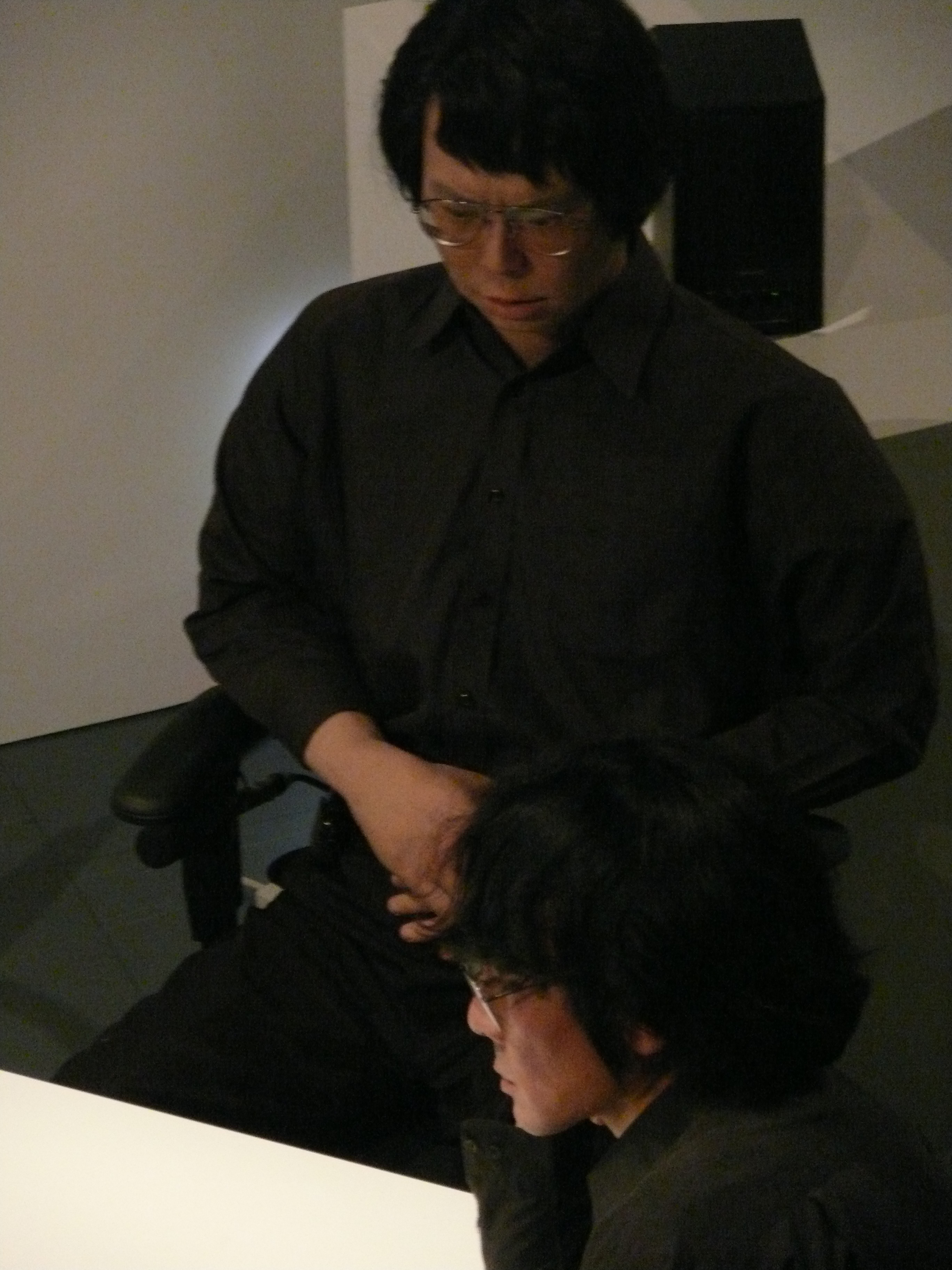
Ishiguro und Geminoid HI-1 beim Ars Electronica Center, Sep. 2009.

Er ist Direktor des Intelligent Robotics Laboratory am Department of Adaptive Machine Systems (知能・機能創成工学専攻) der Universität Osaka. Er entwickelt Androiden, wie z. B. Repliee Q1. Auf einer Konferenz an der Eidgenössischen Technischen Hochschule Zürich gab er an, dass „sein maschineller Doppelgänger ‚Geminoid‘ [.] nun durchaus schon ein recht valabler Spielpartner für seine fünfjährige Tochter [sei]“.

## Werke (Auswahl)
- "N-ocular stereo for real-time human tracking", in Ryad Benosman and Sing Bing Kang Eds., Panoramic Vision: Sensors, Theory and Applications (mit T. Sogo und M. Trivedi), Springer-Verlag, 2001
- "Identification and localization of multiple omnidrectional vision sensors", (mit K. Kato, M. Barth), Springer Verlag, 2001
- "Development low-cost and compact omnidirectional vision sensors", Springer-Verlag, 2001
- Agent networks for connecting people together - Agent Technology for Communityware, (mit K. Kuwabara, H. Yamaki, T. Ishida), John Wiley and Sons, 1998
- "Robots integrated with environments – A perceptual information infrastructure for robot navigation -", Y. Shirai and S. Hirose Robotics Research, Springer 1998
- "Omni-directional stereo for making global map", IEEE Computer Press, 1991
- "Automi. Passato, presente e futuro di una nuova specie" Enrico Grassani, Editoriale Delfino, Milano 2017  ISBN 978-88-97323-66-2